# 王金城洋樓
王金城洋樓，是一座位於中華民國福建省金門縣金沙鎮的一棟出龜洋樓，2015年2月11日指定為金門縣縣定古蹟。

## 沿革
1928年，王金城透過匯回僑匯建造洋樓以提供家族使用，亦匯款委請弟弟王金鎖協助宗祠興建，聘請了廈門鼓浪嶼的師傅來設計建築物，建築材料均來自福建。並雇用多位中國石匠進行承建，築工程耗資三萬多銀圓，工期長達四年後於1932年竣工，由於王金城後前往印尼經營賭場未曾返回金門，故從未居住過此宅邸，而王金鎖和其他兄弟分別入住在樓前閩南式建築大落厝、護龍及疊樓上。1933年至1936年期間，王金城的長子王永撰在印尼新婚後，與母親和妻子回到金門入住洋樓。然而在1937年，由於日軍佔領金門，王氏家族為躲避戰禍而離開金門，並遷居新加坡。
由於王金鎖兄弟共有11位家屬，王金城原計畫在洋樓前興建八卦樓，由於中日戰爭的因素，該八卦樓的建設工程無法順利完成。1949年，國軍進駐金門後，八卦樓的建材被國軍運走，用於防禦工事的建設。因為當時缺乏軍事住所，國民政府軍隊先進駐了民房以作為應急設施。由於王金城洋樓的空間較大，因此駐軍團部被設置在這座樓內。作為第五軍第二○○師第五九八團團長韓卓環駐所使用，由一樓的後裙房三間被用作駐軍的廚房，而蔣中正也曾在該二樓左前房間進行過巡防。後來，駐防部隊不斷更迭，但仍然進駐軍官團部，直到1956年國軍撤離金門後，洋樓只留下少數士官兵看守財物。1958年至1965年期間，它仍然被用作工兵連的材料存放場所，並派遣了一名資深士官長負責管理。
王金城和王金鎖兄弟後在1960年代相繼去世。在1965年，王金城的堂弟王仁忠匯款三萬元，將屋頂漏水的屋瓦以及受損的圍牆和樓房花瓶欄桿部分的修復工程交給王任璽負責。，並請兵工部隊提供支援，使用水泥瓦片和水泥進行了第一次簡單修復，1992年，金馬解除戰地政務，王金城洋樓因而閒置多年。
近年，由於建築閒置因素導致壁體破損，木構架受潮腐朽使鋼筋、磚體結構外露。護龍屋頂破損。2021年9月29日，王金城洋樓修復工程由文化部補助2450萬元、金門縣政府配合款2205萬元、所有權人自籌款245萬元正式進行，規劃監造單位為符宏仁建築師事務所，工程單位為建華營造股份有限公司，預計2023年12月31日完工，未來修復完成後將作為民宿使用。
2022年10月3日，王金城洋樓修復工程上梁儀式。

## 建築設計
王金城洋樓為兩層樓建築，主要結構可分出龜洋樓、左護龍、二層門樓、後裙房、一落二攑頭，以及圍牆和花園。洋樓建築面積約478.79平方公尺，主體面積約175.88平方公尺。
洋樓屋頂採用閩式紅瓦歇山顶，中央設有圓形鏤空圖騰。其中屋頂的山牆結構上刻有「中華民國」和「廿一年」的字樣，在橫樑飾有風景圖騰、獅獸及蝙蝠泥塑裝飾，建築正面原有太原衍派堂號，對聯的左右兩側刻有「訪歐陽子茅簷竹舍」和「樂司馬公綠水青山」，兩側則設有交趾陶人形圖騰裝飾，其中該洋樓設有印度人偶裝飾，被視為被賦予門神守護的角色。一樓明間和次間外牆都砌有多變的煙炙磚。立面開窗具有通風、採光及防禦功能，窗扇內窗採傳統木框玻璃窗，中間設有鑄鐵窗。
室內特徵則包括一個大廳，兩側設有房間，房間分為前後兩部分，二樓的房間都有半樓。左護龍的平面包括一廳、兩個房間，由磚坪屋頂銜接主屋。右側的房間內有通往二樓的固定梯子，二樓則去有多個房間和一個外廊，後裙房有三個開間，左後方是一落二攑頭。
洋樓內部仍使用大量的裝飾材料，一、二樓廳和樓梯間四側下堵使用俗稱「半廳紅」作法。雙邊樓梯每個階梯上都有幾何圖案的紋路圖騰。由於曾被國軍借用，一樓廳上繪有中華民國國旗，而二樓的木作廳屏堵的牆上則印有戰地標語。

## 外部連結
- 文化部iCulture-文化空間 王金城洋樓